# Аугсбурзький імперський монетний статут (1551)

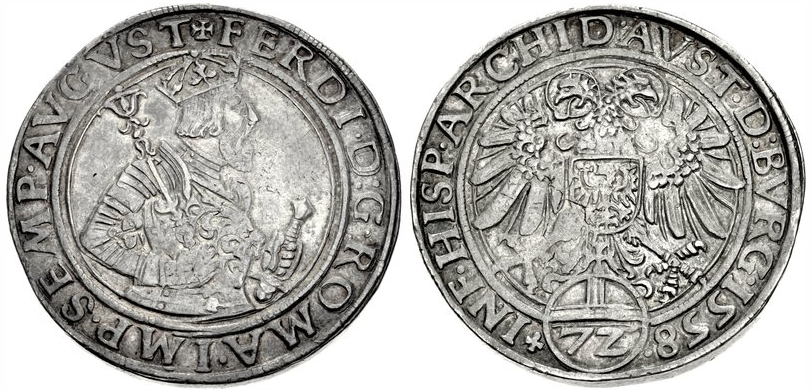
Срібний рейхсгульдинер Фердинанда I вартістю 72 крейцери 1558 року. Напис: FERDI(nandus) D(ei) G(ratia) ROMA(norum) IMP(erator) SEMP(er) AVGVST(us) // INF(ans) HISP(aniarum) ARCHID(dux) AUST(riae) D(ux) BVRG(undiae) 1558 (срібло; діаметр 39 мм; 31,16 г)

Аугсбурзький імперський монетний статут 1551 року (нім. Augsburger Reichsmünzordnung von 1551) — імперський монетний статут, затверджений на  рейхстазі Священної Римської імперії в місті Аугсбург 14 лютого 1551 року. Імператор Карл V оголосив його 28 липня того ж року. Попередній Еслінгенський імперський монетний статут від 1524 року був докорінно змінений. За рахунок зміни вмісту дорогоцінних металів у ключових монетах було здійснено спробу вирівняти фактичну вартість золотого та срібного гульденів. Золотою монетою імперії приймався рейнський голдгульден, що повинен був карбуватись із стопою 92 1⁄3 монети з однієї кельнської марки 18 1⁄2 каратного золота, вартість якого встановлювалась в 72 крейцери. Найбільшою срібною імперською монетою затверджувався рейхсгульдинер також вартістю 72 крейцери, але нарівні з яким дозволявся обіг легшого срібного гульдинера типу саксонського талера вартість якого прірівнювалась до 68 крейцерів.

## Історія
Нова імперська монетна система базувалася на крейцерах і поділяла срібний рейхсгульдинер на 72 крейцери. Дуже поширений срібний майсенський грош, що карбувався багатим на срібло Саксонського курфюрства оцінювався в три крейцери, а один крейцер — у чотири пфеніги. Держави Священної римської імперії, що не мали власних срібних копалень, більше не мали права карбувати місцеві версії срібних монет.
Золотою монетою імперії приймався рейнський голдгульден, що повинен був карбуватись із стопою 92 1⁄3 монети з однієї кельнської марки 18 1⁄2 каратного золота.
Новий срібний рейхсгульдинер (нім. Reichsguldener) мав бути еквівалентним по своїй вартості в сріблі золотому голдгульдену і також мав коштувати 72 крейцери. Його мали карбувати зі стопою в 9 монет з однієї кельнскої марки (233,855 г) чистого срібла. Таким чином кожний срібний рейхсгульдинер мав важити 29,23 г срібла 889 проби та містити 25,98 г чистого срібла.
На одній стороні рейхсгульдинера мало бути зображено імперського двоглавого орла з державою, та вказана вартість в крейцерах. На протилежній стороні мав бути зображений мюнцгер (власник права карбувати монету в імперії) з підписом і зазначенням року.
Метою імперського монетного статуту було створити єдиний стандарт монет для всієї імперії. Його контроль було організовано за допомогою проведенням пробації монет, які збирали і доставляли на пробацію у спеціально створених залізних ящиках.
Імператор Фердинанд I карбував в значних кількостях срібні рейхсгульдинери за стандартами, затвердженими імперським монетним статутом 1551 року, лише протягом короткого часу. В той же час курфюрсти Саксонські, Моріц і його наступник Август, що мали великі поклади срібла у своїх володіннях, не прийняли цей стандарт і продовжували карбувати власні легші срібні саксонські гульденери типу талера. Імперські князі не бажали відмовлятися від своєї «німецької свободи» в інтересах зміцнення центральної влади. Герцог Прусський Альбрехт Бранденбурзький зухвало заявив: «Отже, курфюрстам і князям заборонено карбувати свій портрет на монеті». 27 вересня 1558 року курфюрст Август оприлюднив власний саксонський монетний статут.

## Види монет
(за Walther Haupt)
| Номінал монети                      | Орієнтовна вага (г) | Вага чистого срібла (г) | Проба (0/00) |
| ----------------------------------- | ------------------- | ----------------------- | ------------ |
| Рейсхсгульдинер (72 крейцера)       | 31,5                | 27,65                   | 881,9        |
| Півгульдинера (36 крейцерів)        | 15,66               | 13,83                   | 881,9        |
| 20 крейцерів                        | 8,65                | 7,6                     | 881,9        |
| 12 крейцерів                        | 5,19                | 4,58                    | 881,9        |
| 10 крейцерів                        | 4,325               | 3,78                    | 881,9        |
| 6 крейцерів                         | 2,59                | 2,3                     | 881,9        |
| Грош (3 крейцери = 1⁄24 гульдинера) | 2,485               | 1,1                     | 454,8        |
| Крейцер (1⁄72 гульдинера)           | 0,985               | 0,371                   | 378          |

Імперський гульден номіналом 72 крейцери був відомий як срібний рейхсгульден і рейхсгульдинер.